# Urho Kekkonen
Urho Kaleva Kekkonen (født 3. september 1900, død 31. august 1986) var en finsk politiker, som først var Finlands statsminister i årene 1950-1953 og 1954-1956 og senere Finlands præsident 1956–1981. Kekkonen fortsatte Juho Kusti Paasikivis "aktive neutralitets"-politik, som blev kendt som Paasikivi-Kekkonen-doktrinen. Denne politik tillod Finland at leve både med landene i NATO og Warszawapagten. Kekkonen er den længstsiddende præsident i Finland.

## Galleri
- Urho Kekkonen og Juho Kusti Paasikivi i 1955
- Kliment Vorosjilov, Nikita Khrusjtjov og Kekkonen i Moskva i 1960.
- Præsident Kekkonen møder John F. Kennedy på et statsbesøg i USA i 1961
- Præsident Kekkonen på den europæiske sikkerheds- og kommunikationskonference i 1975.
- Urho Kekkonen og Mauno Koivisto i 1980
- Urho Kekkonens begravelsestog i Helsinki, 1986